# Българска асоциация на развъдчиците на кокошеви и водоплаващи птици
Българската асоциация на развъдчиците на кокошеви и водоплаващи птици (на английски: Bulgarian Poultry Breeders Association) е създадена през 2010 година от неколцина любители птицевъди от цяла България. Седалището на Асоциацията е във Велико Търново, България.
БАРКВП обединява български физически и юридически лица, които са свързани с отглеждане и развъждане на птици от разред Galliformes (Кокошеви) и семейство Anatidae от разред Anseriformes (Гъскоподобни). БАРКВП е организация с нестопанска цел за защита и отглеждане на кокошеви и водоплаващи птици в частност кокошки, пуйки, фазани, пауни, токачки, кеклици, яребици, пъдпъдъци, патици, мускусни патици и гъски. Асоциацията координира дейността между отделните дружества и клубове в страната на базата на своя устав.
Асоциацията се стреми непрекъснато да разширява своята мрежа и горещо приветства присъединяването на нови участници. Основната цел на сдружението е популяризиране и насърчаване на отглеждането и подобряването на българските породи птици и развъждане на чистопородни кокошеви и водоплаващи птици.

## Българските породи
- Черна шуменска кокошка
- Старозагорска червена кокошка